# Манакін широкохвостий
Манакін широкохвостий (Ceratopipra chloromeros) — вид горобцеподібних птахів родини манакінових (Pipridae).

## Поширення
Вид поширений на сході Перу, крайньому заході Бразилії (штат Акрі) і півночі Болівії. Досить поширений у середніх і нижніх ярусах вологих передгірських лісів до 1400 м над рівнем моря.